# José Pazos
José Pazos (f. 1807) fue un militar que actuó durante las Invasiones Inglesas.
Se ignora la fecha y lugar de su nacimiento. Tenía grado de capitán y durante las Invasiones Inglesas a la ciudad de Buenos Aires actuó como edecán de Javier de Elío. No debe ser confundido con Ramón Pazos, presumiblemente su pariente, quien también actuó en las Invasiones Inglesas como ayudante de Santiago de Liniers.
Falleció en combate en la Defensa de Buenos Aires.
En su homenaje le fue impuesto el nombre Pazos a las actuales calles San José y Uruguay. Esa denominación se conservó entre 1808 y 1822.
En 1944 y por decreto N.º 5.837 se le restituyó el homenaje imponiéndole su nombre a una calle del barrio porteño de Nueva Pompeya.